# Matti Haupt
Carl Gustaf Mattias "Matti" Haupt 
(8 de mayo de 1912 en San Petersburgo, Rusia - 11 de octubre de 1999 Helsinki ) fue un escultor finlandés.

## Datos biográficos

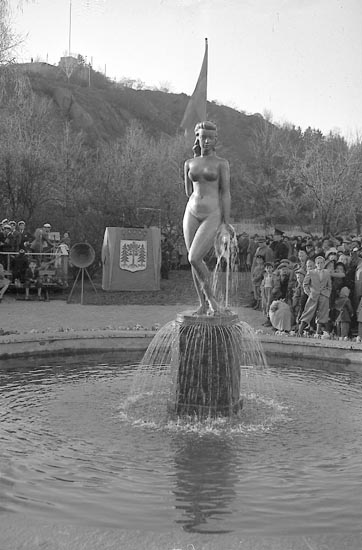
Escultura de Hauptin Flicka med flätor(La joven de trenzas) (1949), en una fuente de Uddevalla.

Haupt se educó entre 1928 y 1932 en la escuela de dibujo de la Sociedad de Arte de Finlandia. Posteriormente, estudió bajo la dirección del escultor Wäinö Aaltonen en 1932 y 1933. Haupt se trasladó a estudiar a Italia durante el periodo comprendido entre 1937 y 1939. En la Academia Real de Monza en Milán fue alumno de Marino Marini y Arturo Martini. Su primera exposición individual la organizó en Italia, en Roma en 1938. Aunque sus obras ya habían sido expuestas de forma colectiva en 1932.
Al estallar la guerra en 1939, Haupt fue llamado a filas y finalmente licenciado ya en 1944. Durante el resto de la década de 1940 y a lo largo de la década de 1950, fue muy productivo, con muchos encargos públicos, así como particulares de la industria y los negocios en la decoración de varias sedes.
Matti Haupt fue recompensado con la Medalla Pro Finlandia en 1950.

## Obras
Haupt pronto se hizo conocido como un maestro escultor de  mujeres jóvenes y sus figuras femeninas están dispersas en varias ciudades de Finlandia.  En el Parque de la Estación de Turku está  "Aino" de 1950. En Pyynikki y Tampere está "Ricitos de Oro - Guldlock", bronce de 1953. Hizo una copia de mármol para  la piscina de Pyynikki.  En la plaza principal de Lahti hay una fuente de Haupt, así como en el Zoológico de Helsinki. En la Islas Åland hay un monumento marítimo. También realizó algunas piezas patrióticas: un busto de mármol del presidente Kaarlo Juho Ståhlberg en la Casa del Parlamento de Helsinki, "Leñadores - Stockflottaren" en Kuusankoski y además  un relieve en la fachada de las antiguas oficinas de la FÅA en Södra Kajen 8, esquina con Magasinsgatan. 
Existe además una fuente realizada por Matti Haupt en Madrid.

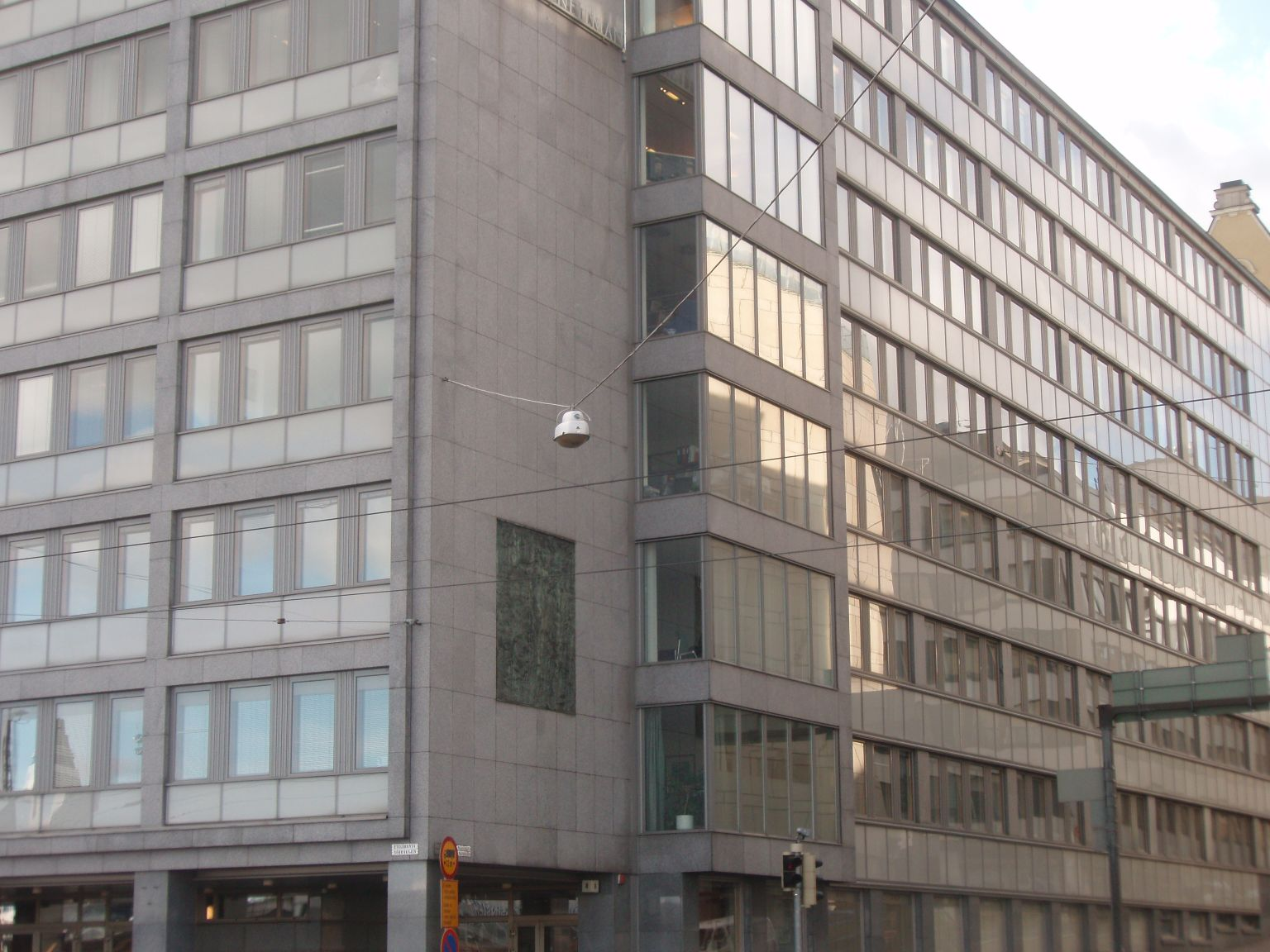
Relieve en la Fachada de las oficinas de la FAA
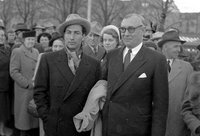
El escultor junto al armador y mecenas sueco Gustaf Thordén

## Obras en Suecia
Hauptin realizó la escultura La joven de las trenzas (en sueco: Flickan med flätor) para el Parque Margarita de Uddevalla en Suecia en 1949, cuando el armador Gustaf Thordén le encargó la obra. Habían entablado amistad durante la estancia del escultor en Helsinki. La fotografía que acompaña este texto es probablemente del día de su inauguración. 
Al fallecer Thordén se le encomendó también a Haupt realizar una escultura conmemorativa, así realizó un busto del mecenas que fue instalado en el vestíbulo del auditorio de la empresa (actualmente convertido en el Salón de Actos de Uddevalla (numera Uddevalla stadshusl). 
Dentro de la entrada del Hospital del Sur en Estocolmo se encuentra una estatua de mármol realizada por Matti Haupt, "Chica sentada (en sueco: Sittande flicka)". En ella se lee la inscripción "ROMA 1938".

## Premios
- Medalla Pro Finlandia, 1950
- Stella solidarita Italiana II
- Premios al Valor y al servicio de la guerra (en sueco: Tapperhetsmedaljer från krigstjänstgöringen)